# 查茨沃思 (伊利諾伊州)
查茨沃思（英語：Chatsworth）是一個位於美國伊利諾伊州利文斯頓縣的城鎮。

## 地理
查茨沃思的座標為40°45′15″N 88°17′35″W / 40.75417°N 88.29306°W，而該地的平均海拔高度為224米（即736英尺）。

## 人口
根據2010年美國人口普查的數據，查茨沃思的面積為6.99平方千米，當中陸地面積為6.99平方千米，而水域面積為0.00平方千米。當地共有人口1205人，而人口密度為每平方千米172人。